# Мах Адур Гушнасп
Мах Адур Гушнасп (персијски: ماه‌آذر گشنسپ‎),такође познат по арапском облику Махадарџушнаса, био је ирански племић који је служио као вузург фрамадар (везир или премијер) Сасанидског царства у време владавине владара који је био дете Ардашира III (владао 628–629).

## Биодрафија
Мах Адур је био син извјесног Џушнаса (Гушнасп) и неименоване жене из племићке породице Испахбудан, која је била сестра Вистама и Виндуија. Мах Адур Гушнасп је имао  брата по имену Нарси и био је рођак Хозроја II (владао 591–628), чија је мајка такође била рођака двојице браће из породице Испахбудан.
Први пут се помиње приликом ступања на сасанидски престо осмогодишњег Ардашира III 6. септембра 628. године, где је изабран за вузург фрамадара младог владара. Према средњовековном персијском историчару Ел Табарију, Мах Адур је увелико управљао царством; "Махадарџушне су вршиле управу краљевства на [тако] добар начин [и уз тако] чврсто понашање, [да] нико није био свестан младоликости Ардашира III." Међутим, то није значило да је Сасанидско царство мирно и сигурно - у ствари, "локални поглавари и вође су стекли превише моћи да би слушали централну владу; царска администрација се распадала, а Арапи и Турци нападали су иранске пограничне области "(А. Шахбази).
Годину дана касније, бивши сасанидски војни вођа Шахрбараз, је са снагама од 6000 људи, кренуо  ка Ктесифону и опколио град. Он, међутим, није био у стању да освоји град, па је због тога склопио савез са Пирузом Хозројем, вођом фракције Парсиг, и претходним вузург фрамадаром царства за време владавине Ардашировог оца, Кавада II (владао 628). Склопио је и савез са Намдаром Гушнаспом, спахбедом ("војсковођом") Немроза. Шахрбараз је уз помоћ ове две моћне личности заузео Ктесифон и погубио Ардашира III, заједно са самим Мах Адуром и другим истакнутим племићима царства, укључујући извјесног Ардабила. 40 дана касније, шахрбараза је убио Мах Адуров рођак  Фарух Хормизд, који је потом Боран, кћерку Хозроја II, поставио за новог владара царства.

## Потомство
Два сина Мах Адура, Кавад и Аношаган, касније су се 633. године сукобили с Арапима, прво у бици Ланца, затим коначно у бици код Реке (познате и као битка код Ел Мадара), где су их убиле трупе арапског генерала Халида ибн ел Валида.